# Angelocastro
Angelocastro (in greco Αγγελόκαστρο?) è un ex comune della Grecia nella periferia della Grecia Occidentale (unità periferica dell'Etolia-Acarnania) con 2.673 abitanti secondo i dati del censimento 2001.
A seguito della riforma amministrativa detta Programma Callicrate in vigore dal gennaio 2011 che ha abolito le prefetture e accorpato numerosi comuni, il comune di Angelocastro è stato accorpato a quello di Agrinio.